# Hans Lutz
Hans Lutz (ur. 31 marca 1949 w Stuttgarcie) – niemiecki kolarz torowy i szosowy, dwukrotny medalista olimpijski oraz sześciokrotny medalista torowych mistrzostw świata.

## Kariera
Specjalizował się w wyścigu na 4 km na dochodzenie. Pierwszy sukces osiągnął w 1970 roku, kiedy wspólnie z Günterem Haritzem, Peterem Vonhofem i Ernim Claußmeyerem zdobył złoty medal w drużynie podczas mistrzostw świata w Leicesterze. W tej samej konkurencji reprezentanci RFN z Lutzem w składzie zwyciężyli również podczas mistrzostw w San Sebastián w 1973 roku, mistrzostw w Montrealu w 1974 roku i mistrzostw w Liège w 1973 roku, a na rozgrywanych w 1977 roku mistrzostwach świata w San Cristóbal zdobyli srebrny medal. Na mistrzostwach w Montrealu zdobył ponadto złoty medal w indywidualnej rywalizacji amatorów, bezpośrednio wyprzedzając Włocha Orfeo Pizzoferrato i Thomasa Huschke z NRD. W 1972 roku Hans Lutz wystartował na igrzyskach olimpijskich w Monachium, gdzie indywidualnie był trzeci za Knutem Knudsenem z Norwegii i Szwajcarem Xaverem Kurmannem. Cztery lata później, podczas igrzysk olimpijskich w Montrealu razem z Peterem Vonhofem, Gregorem Braunem i Güntherem Schumacherem zwyciężył w drużynie. Ponadto wielokrotnie zdobywał medale torowych mistrzostw kraju, a w 1975 roku został także mistrzem na szosie w drużynowej jeździe na czas.

## Starty olimpijskie
Monachium 1972
- 4 km na dochodzenie: indywidualnie - brąz

Montreal 1976
- 4 km na dochodzenie: drużynowo - złoto